# FIA-Formel-2-Rennwochenende in Saudi-Arabien 2024
Das FIA-Formel-2-Rennwochenende in Saudi-Arabien 2024 war der zweite Lauf der FIA-Formel-2-Meisterschaft 2024 und fand vom 7. bis 9. März auf dem Jeddah Corniche Circuit in Dschidda statt.

## Berichte

### Hintergrund
Oliver Bearman zog sich nach dem Qualifying vom weiteren Rennwochenende zurück da er als Ferrari-Ersatzfahrer in der Formel 1 sein Debüt gab da Carlos Sainz junior aufgrund einer Appendizitis aussetzen musste. Seitens Prema Racing wurde aufgrund der Kurzfristigkeit kein Ersatzfahrer nominiert. 

## Meldeliste
Alle Teams und Fahrer verwendeten das Dallara-Chassis F2 2024, 3,4-Liter-V634-Turbomotoren von Renault-Mecachrome und Reifen von Pirelli.
| Team                  | Nr. | Fahrer                | Chassis         | Motor             | Reifen |
| --------------------- | --- | --------------------- | --------------- | ----------------- | ------ |
| ART Grand Prix        | 01  | Victor Martins        | Dallara F2 2024 | Mecachrome 3.4 V6 | P      |
| ART Grand Prix        | 02  | Zak O’Sullivan        | Dallara F2 2024 | Mecachrome 3.4 V6 | P      |
| Prema Racing          | 03  | Oliver Bearman        | Dallara F2 2024 | Mecachrome 3.4 V6 | P      |
| Prema Racing          | 04  | Andrea Kimi Antonelli | Dallara F2 2024 | Mecachrome 3.4 V6 | P      |
| Rodin Motorsport      | 05  | Zane Maloney          | Dallara F2 2024 | Mecachrome 3.4 V6 | P      |
| Rodin Motorsport      | 06  | Ritomo Miyata         | Dallara F2 2024 | Mecachrome 3.4 V6 | P      |
| DAMS Lucas Oil        | 07  | Jak Crawford          | Dallara F2 2024 | Mecachrome 3.4 V6 | P      |
| DAMS Lucas Oil        | 08  | Juan Manuel Correa    | Dallara F2 2024 | Mecachrome 3.4 V6 | P      |
| Invicta Racing        | 09  | Kush Maini            | Dallara F2 2024 | Mecachrome 3.4 V6 | P      |
| Invicta Racing        | 10  | Gabriel Bortoleto     | Dallara F2 2024 | Mecachrome 3.4 V6 | P      |
| MP Motorsport         | 11  | Dennis Hauger         | Dallara F2 2024 | Mecachrome 3.4 V6 | P      |
| MP Motorsport         | 12  | Franco Colapinto      | Dallara F2 2024 | Mecachrome 3.4 V6 | P      |
| Van Amersfoort Racing | 14  | Enzo Fittipaldi       | Dallara F2 2024 | Mecachrome 3.4 V6 | P      |
| Van Amersfoort Racing | 15  | Rafael Villagómez     | Dallara F2 2024 | Mecachrome 3.4 V6 | P      |
| Hitech Pulse-Eight    | 16  | Amaury Cordeel        | Dallara F2 2024 | Mecachrome 3.4 V6 | P      |
| Hitech Pulse-Eight    | 17  | Paul Aron             | Dallara F2 2024 | Mecachrome 3.4 V6 | P      |
| Campos Racing         | 20  | Isack Hadjar          | Dallara F2 2024 | Mecachrome 3.4 V6 | P      |
| Campos Racing         | 21  | Josep Maria Martí     | Dallara F2 2024 | Mecachrome 3.4 V6 | P      |
| Trident               | 22  | Richard Verschoor     | Dallara F2 2024 | Mecachrome 3.4 V6 | P      |
| Trident               | 23  | Roman Staněk          | Dallara F2 2024 | Mecachrome 3.4 V6 | P      |
| PHM AIX Racing        | 24  | Joshua Dürksen        | Dallara F2 2024 | Mecachrome 3.4 V6 | P      |
| PHM AIX Racing        | 25  | Taylor Barnard        | Dallara F2 2024 | Mecachrome 3.4 V6 | P      |

## Klassifikationen

### Qualifying
| Pos.                                                                                     | Fahrer                | Team                  | Zeit       | SPR | HAU |
| ---------------------------------------------------------------------------------------- | --------------------- | --------------------- | ---------- | --- | --- |
| 01                                                                                       | Oliver Bearman        | Prema Racing          | 1:42,217   | —   | —   |
| 02                                                                                       | Kush Maini            | Invicta Racing        | 1:42,242   | 09  | 01  |
| 03                                                                                       | Jak Crawford          | DAMS Lucas Oil        | 1:42,376   | 08  | 02  |
| 04                                                                                       | Victor Martins        | ART Grand Prix        | 1:42,397   | 07  | 03  |
| 05                                                                                       | Enzo Fittipaldi       | Van Amersfoort Racing | 1:42,420   | 06  | 04  |
| 06                                                                                       | Andrea Kimi Antonelli | Prema Racing          | 1:42,445   | 05  | 05  |
| 07                                                                                       | Dennis Hauger         | MP Motorsport         | 1:42,455   | 04  | 06  |
| 08                                                                                       | Isack Hadjar          | Campos Racing         | 1:42,513   | 03  | 07  |
| 09                                                                                       | Richard Verschoor     | Trident               | 1:42,585   | 02  | 08  |
| 10                                                                                       | Paul Aron             | Hitech Pulse-Eight    | 1:42,638   | 01  | 09  |
| 11                                                                                       | Josep Maria Martí     | Campos Racing         | 1:42,668   | 10  | 10  |
| 12                                                                                       | Roman Staněk          | Trident               | 1:42,672   | 11  | 11  |
| 13                                                                                       | Franco Colapinto      | MP Motorsport         | 1:42,861   | 12  | 12  |
| 14                                                                                       | Zak O’Sullivan        | ART Grand Prix        | 1:42,886   | 13  | 13  |
| 15                                                                                       | Gabriel Bortoleto     | Invicta Racing        | 1:42,942   | 14  | 14  |
| 16                                                                                       | Zane Maloney          | Rodin Motorsport      | 1:43,040   | 15  | 15  |
| 17                                                                                       | Juan Manuel Correa    | DAMS Lucas Oil        | 1:43,118   | 19  | 16  |
| 18                                                                                       | Taylor Barnard        | PHM AIX Racing        | 1:43,145   | 16  | 17  |
| 19                                                                                       | Joshua Dürksen        | PHM AIX Racing        | 1:43,544   | 17  | 18  |
| 20                                                                                       | Ritomo Miyata         | Rodin Motorsport      | 1:43,777   | 18  | 19  |
| 21                                                                                       | Amaury Cordeel        | Hitech Pulse-Eight    | 1:43,897   | 20  | 20  |
| 107-Prozent-Zeit: 1:49,372 min (bezogen auf die Pole-Position-Bestzeit von 1:42,217 min) |                       |                       |            |     |     |
| –                                                                                        | Rafael Villagómez     | Van Amersfoort Racing | keine Zeit | 21  | 21  |
| Quelle:                                                                                  |                       |                       |            |     |     |

Anmerkungen
1. ↑  Oliver Bearman setzte die schnellste Qualifying-Zeit und wäre von der Pole-Position im Hauptrennen gestartet, zog sich aber nachträglich vom weiteren Rennwochenende zurück da er in der Formel 1 Carlos Sainz aufgrund einer Appendizitis im verbleibenden Rennwochenende ersetzte.
2. ↑  Juan Manuel Correa erhielt eine Drei-Plätze-Strafrückversetzung für das Sprintrennen da er Taylor Barnard im Qualifying behinderte.
3. ↑  Amaury Cordeel erhielt eine Fünf-Plätze-Strafrückversetzung für das Sprintrennen aufgrund des verursachten Unfalles im Bahrain-Hauptrennen mit Oliver Bearman.
4. ↑  Rafael Villagómez konnte aufgrund eines Unfalles im Training nicht am Qualifying teilnehmen. Er durfte allerdings dennoch an beiden Rennen teilnehmen.

### Sprintrennen
| Pos.                                                                      | Fahrer                | Team                  | Runden | Zeit      | Start | Schnellste Runde |
| ------------------------------------------------------------------------- | --------------------- | --------------------- | ------ | --------- | ----- | ---------------- |
| 01                                                                        | Dennis Hauger         | MP Motorsport         | 20     | 41:39,473 | 04    | 1:44,692 (19.)   |
| 02                                                                        | Paul Aron             | Hitech Pulse-Eight    | 20     | + 0,782   | 01    | 1:44,607 (19.)   |
| 03                                                                        | Enzo Fittipaldi       | Van Amersfoort Racing | 20     | + 3,984   | 06    | 1:44,984 (19.)   |
| 04                                                                        | Zane Maloney          | Rodin Motorsport      | 20     | + 6,765   | 15    | 1:44,843 (18.)   |
| 05                                                                        | Jak Crawford          | DAMS Lucas Oil        | 20     | + 8,399   | 08    | 1:45,285 (18.)   |
| 06                                                                        | Andrea Kimi Antonelli | Prema Racing          | 20     | + 11,140  | 05    | 1:45,136 (20.)   |
| 07                                                                        | Josep Maria Martí     | Campos Racing         | 20     | + 13,663  | 10    | 1:45,933 (20.)   |
| 08                                                                        | Kush Maini            | Invicta Racing        | 20     | + 14,016  | 09    | 1:45,816 (09.)   |
| 09                                                                        | Joshua Dürksen        | PHM AIX Racing        | 20     | + 17,555  | 17    | 1:45,717 (19.)   |
| 10                                                                        | Gabriel Bortoleto     | Invicta Racing        | 20     | + 18,062  | 14    | 1:45,709 (19.)   |
| 11                                                                        | Franco Colapinto      | MP Motorsport         | 20     | + 18,467  | 12    | 1:45,344 (20.)   |
| 12                                                                        | Ritomo Miyata         | Rodin Motorsport      | 20     | + 25,009  | 18    | 1:45,430 (20.)   |
| 13                                                                        | Taylor Barnard        | PHM AIX Racing        | 20     | + 25,032  | 16    | 1:46,608 (09.)   |
| 14                                                                        | Rafael Villagómez     | Van Amersfoort Racing | 20     | + 26,645  | 21    | 1:46,116 (19.)   |
| 15                                                                        | Isack Hadjar          | Campos Racing         | 19     | + 1 Runde | 03    | 1:45,274 (18.)   |
| 16                                                                        | Zak O’Sullivan        | ART Grand Prix        | 19     | + 1 Runde | 13    | 1:46,498 (08.)   |
| –                                                                         | Juan Manuel Correa    | DAMS Lucas Oil        | 15     | DNF       | 19    | 1:46,319 (08.)   |
| –                                                                         | Amaury Cordeel        | Hitech Pulse-Eight    | 9      | DNF       | 20    | 1:47,452 (08.)   |
| –                                                                         | Victor Martins        | ART Grand Prix        | 0      | DNF       | 07    |                  |
| –                                                                         | Richard Verschoor     | Trident               | 20     | DSQ       | 02    | 1:44,726 (19.)   |
| –                                                                         | Roman Staněk          | Trident               | 20     | DSQ       | 11    | 1:45,917 (18.)   |
| –                                                                         | Oliver Bearman        | Prema Racing          | —      | WD        | —     |                  |
| Schnellste Rennrunde, die für Punkte berechtigt ist: Paul Aron (1:44,607) |                       |                       |        |           |       |                  |
| Quelle:                                                                   |                       |                       |        |           |       |                  |

Anmerkungen
1. ↑  Isack Hadjar musste in der vorletzten Runde aufgeben, wurde aber dennoch im Endklassement gewertet da er mehr als 90% der Renndistanz absolvierte.
2. ↑  Zak O’Sullivan musste in der vorletzten Runde aufgeben, wurde aber dennoch im Endklassement gewertet da er mehr als 90% der Renndistanz absolvierte.
3. ↑  Richard Verschoor gewann das Rennen, wurde aber aufgrund eines technischen Verstoßes (Gaspedalsteuerung illegal) nachträglich disqualifiziert.
4. ↑  Roman Staněk beendete das Rennen auf dem zehnten Platz, wurde aber aufgrund eines technischen Verstoßes (Gaspedalsteuerung illegal) nachträglich disqualifiziert.
5. ↑  Oliver Bearman zog sich vom weiteren Rennwochenende zurück da er in der Formel 1 Carlos Sainz aufgrund einer Appendizitis im verbleibenden Rennwochenende ersetzte.

### Hauptrennen
| Pos.                                                                            | Fahrer                | Team                  | Runden | Zeit      | Start | Schnellste Runde |
| ------------------------------------------------------------------------------- | --------------------- | --------------------- | ------ | --------- | ----- | ---------------- |
| 01                                                                              | Enzo Fittipaldi       | Van Amersfoort Racing | 28     | 56:57,579 | 04    | 1:44,449 (27.)   |
| 02                                                                              | Kush Maini            | Invicta Racing        | 28     | + 7,895   | 01    | 1:45,582 (22.)   |
| 03                                                                              | Dennis Hauger         | MP Motorsport         | 28     | + 9,348   | 06    | 1:45,174 (23.)   |
| 04                                                                              | Jak Crawford          | DAMS Lucas Oil        | 28     | + 9,379   | 02    | 1:45,222 (23.)   |
| 05                                                                              | Amaury Cordeel        | Hitech Pulse-Eight    | 28     | + 9,506   | 20    | 1:45,404 (20.)   |
| 06                                                                              | Andrea Kimi Antonelli | Prema Racing          | 28     | + 10,044  | 05    | 1:45,320 (28.)   |
| 07                                                                              | Zane Maloney          | Rodin Motorsport      | 28     | + 10,442  | 15    | 1:45,149 (28.)   |
| 08                                                                              | Richard Verschoor     | Trident               | 28     | + 11,824  | 08    | 1:45,533 (23.)   |
| 09                                                                              | Rafael Villagómez     | Van Amersfoort Racing | 28     | + 17,541  | 21    | 1:45,942 (27.)   |
| 10                                                                              | Paul Aron             | Hitech Pulse-Eight    | 28     | + 25,134  | 08    | 1:45,889 (28.)   |
| 11                                                                              | Victor Martins        | ART Grand Prix        | 28     | + 25,680  | 03    | 1:45,632 (28.)   |
| 12                                                                              | Joshua Dürksen        | PHM AIX Racing        | 28     | + 26,269  | 18    | 1:45,822 (25.)   |
| 13                                                                              | Taylor Barnard        | PHM AIX Racing        | 28     | + 30,424  | 17    | 1:46,097 (20.)   |
| 14                                                                              | Juan Manuel Correa    | DAMS Lucas Oil        | 28     | + 38,415  | 16    | 1:44,630 (27.)   |
| 15                                                                              | Ritomo Miyata         | Rodin Motorsport      | 28     | + 40,805  | 19    | 1:44,812 (26.)   |
| –                                                                               | Zak O’Sullivan        | ART Grand Prix        | 23     | DNF       | 13    | 1:46,531 (22.)   |
| –                                                                               | Isack Hadjar          | Campos Racing         | 20     | DNF       | 07    | 1:45,564 (14.)   |
| –                                                                               | Franco Colapinto      | MP Motorsport         | 14     | DNF       | 12    | 1:46,133 (10.)   |
| –                                                                               | Gabriel Bortoleto     | Invicta Racing        | 1      | DNF       | 14    | 2:38,726 (01.)   |
| –                                                                               | Josep Maria Martí     | Campos Racing         | 0      | DNF       | 10    |                  |
| –                                                                               | Roman Staněk          | Trident               | 0      | DNF       | 11    |                  |
| –                                                                               | Oliver Bearman        | Prema Racing          | —      | WD        | —     |                  |
| Schnellste Rennrunde, die für Punkte berechtigt ist: Enzo Fittipaldi (1:44,449) |                       |                       |        |           |       |                  |
| Quelle:                                                                         |                       |                       |        |           |       |                  |

Anmerkungen
1. ↑  Victor Martins erhielt eine Fünf-Sekunden-Strafe (Verursachung eines Unfalles), die auf die Endzeit aufaddiert wurde; er verlor keine Position im Endresultat.
2. ↑  Joshua Dürksen erhielt eine Zehn-Sekunden-Strafe (Abkürzen), die auf die Endzeit aufaddiert wurde; er verlor drei Positionen im Endresultat.
3. ↑  Oliver Bearman zog sich vom weiteren Rennwochenende zurück da er in der Formel 1 Carlos Sainz aufgrund einer Appendizitis im verbleibenden Rennwochenende ersetzte.

## Meisterschafts-Stände nach dem Rennwochenende
Beim Hauptrennen (HAU) bekamen die ersten Zehn des Rennens 25, 18, 15, 12, 10, 8, 6, 4, 2 bzw. 1 Punkt(e). Beim Sprintrennen (SPR) erhielten die ersten Acht des Rennens 10, 8, 6, 5, 4, 3, 2 bzw. 1 Punkt(e). Die zusätzlichen zwei Punkte für die Pole-Position im Hauptrennen gingen an Gabriel Bortoleto, der Extrapunkt für die schnellste Rennrunde wurde an Dennis Hauger (HAU) sowie Zane Maloney (SPR) vergeben.

### Fahrerwertung
| Pos. | Fahrer                | Team                  | Punkte |
| ---- | --------------------- | --------------------- | ------ |
| 01   | Zane Maloney          | Rodin Motorsport      | 47     |
| 02   | Enzo Fittipaldi       | Van Amersfoort Racing | 32     |
| 03   | Dennis Hauger         | MP Motorsport         | 31     |
| 04   | Paul Aron             | Hitech Pulse-Eight    | 29     |
| 05   | Kush Maini            | Invicta Racing        | 27     |
| 06   | Josep Maria Martí     | Campos Racing         | 26     |
| 07   | Jak Crawford          | DAMS Lucas Oil        | 24     |
| 08   | Gabriel Bortoleto     | Invicta Racing        | 15     |
| 09   | Zak O’Sullivan        | ART Grand Prix        | 14     |
| 10   | Andrea Kimi Antonelli | Prema Racing          | 12     |
| 11   | Amaury Cordeel        | Hitech Pulse-Eight    | 10     |

| Pos. | Fahrer             | Team                  | Punkte |
| ---- | ------------------ | --------------------- | ------ |
| 12   | Franco Colapinto   | MP Motorsport         | 8      |
| 13   | Isack Hadjar       | Campos Racing         | 5      |
| 14   | Richard Verschoor  | Trident               | 4      |
| 15   | Ritomo Miyata      | Rodin Motorsport      | 2      |
| 16   | Rafael Villagómez  | Van Amersfoort Racing | 2      |
| 17   | Joshua Dürksen     | PHM AIX Racing        | 0      |
| 18   | Victor Martins     | ART Grand Prix        | 0      |
| 19   | Juan Manuel Correa | DAMS Lucas Oil        | 0      |
| 20   | Taylor Barnard     | PHM AIX Racing        | 0      |
| 21   | Roman Staněk       | Trident               | 0      |
| 22   | Oliver Bearman     | Prema Racing          | 0      |

### Teamwertung
| Pos. | Konstrukteur          | Punkte |
| ---- | --------------------- | ------ |
| 01   | Rodin Motorsport      | 49     |
| 02   | Invicta Racing        | 42     |
| 03   | MP Motorsport         | 39     |
| 04   | Hitech Pulse-Eight    | 49     |
| 05   | Van Amersfoort Racing | 34     |
| 06   | Campos Racing         | 31     |

| Pos. | Konstrukteur   | Punkte |
| ---- | -------------- | ------ |
| 07   | DAMS Lucas Oil | 24     |
| 08   | ART Grand Prix | 14     |
| 09   | Prema Racing   | 12     |
| 10   | Trident        | 4      |
| 11   | PHM AIX Racing | 0      |